# علیرضا شجاعی‌زند
علیرضا شجاعی‌زند (متولد ۱۳۳۸ در تهران) جامعه‌شناس ایرانی و دانشیار گروه جامعه‌شناسی دانشگاه تربیت مدرس است. او همچنین از اعضای کلیدی سازمان مجاهدین انقلاب اسلامی ایران بود.

## زندگی
شجاعی‌زند در سال ۱۳۶۴ از دانشگاه خواجه نصیرالدین طوسی فوق‌دیپلم راه و ساختمان گرفت و در سال ۱۳۷۲ و سال ۱۳۷۵ به‌ترتیب دوره کارشناسی و کارشناسی ارشد جامعه‌شناسی را در دانشگاه تهران به پایان برد. او در سال ۱۳۸۰ دکترای جامعه‌شناسی را از دانشگاه اصفهان دریافت کرد.

## کتاب‌ها
- مشروعیت دینی دولت و اقتدار سیاسی دین: بررسی جامعه شناختی مناسبات دین و دولت در ایران اسلامی؛ مؤسسه فرهنگی انتشاراتی تبیان؛ ۱۳۷۷
- دین، جامعه و عرفی شدن: جستارهایی در جامعه‌شناسی دین؛ نشر مرکز؛ ۱۳۸۰
- عرفی شدن در تجربه مسیحی و اسلامی؛ مرکز بازشناسی اسلام و ایران؛ ۱۳۸۱
- برهه انقلابی در ایران؛ مؤسسه چاپ و نشر عروج؛ ۱۳۸۲
- تکاپوهای دین سیاسی: جستارهایی در جامعه‌شناسی سیاسی ایران؛ انتشارات باز؛ ۱۳۸۳
- عرفی‌شدن در غرب مسیحی و شرق اسلامی؛ شرکت چاپ و نشر بین‌الملل؛ ۱۳۸۳
- جامعه‌شناسی دین، نشر نی، ۱۳۸۸